# Constance Collier
Constance Collier (22 de enero de 1878 – 25 de abril de 1955) fue una actriz teatral y cinematográfica de nacionalidad británica.

## Primeros años y carrera teatral
Su verdadero nombre era Laura Constance Hardie, y nació en Windsor (Berkshire), Inglaterra, siendo sus padres Cheetham Agaste Hardie y Eliza Collier. Constance debutó en el teatro a los 3 años de edad, cuando hizo el papel del Hada Flor de Guisante en El sueño de una noche de verano. En 1893, a los 15 años de edad, formó parte de las Chicas Gaiety, el famoso grupo de coristas del Teatro Gaiety de Londres. El 27 de diciembre de 1906, se estrenó la extravagante adaptación que Herbert Beerbohm Tree hizo de Antonio y Cleopatra, y que se estrenó en el Teatro His Majesty, y en la cual Tree era Marco Antonio y Constance Collier Cleopatra VII, una actuación por la cual ella recibió la alabanza del público. En la producción, Tree llevaba un vestuario espectacular, diseñado por Percy Macquoid.

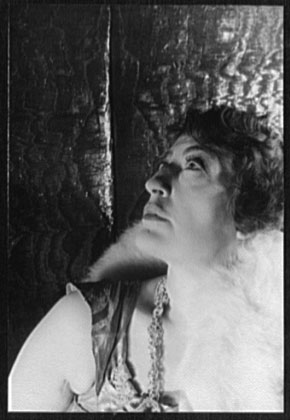
Fotografiada por Carl van Vechten

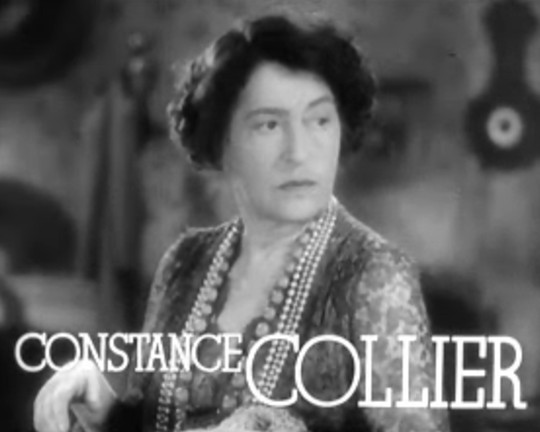
Escena de Damas del teatro (1937)

Constance Collier estaba en esa época confirmada como una popular y distinguida actriz. En enero de 1908 actuó con Beerbohm Tree en el His Majesty con la nueva obra de J. Comyn, El misterio de Edwin Drood, basada en la novela inacabada del mismo nombre de Charles Dickens. Ese mismo año hizo la primera de varias giras por los Estados Unidos. Durante la segunda, hecha con Beerbohm Tree en 1916, rodó cuatro filmes mudos, entre ellos la cinta de D.W. Griffith Intolerancia, en la cual hacía un papel sin créditos, y MacBeth, adaptación en la cual ella era lady Macbeth y en la que Tree tuvo una desastrosa participación como Macbeth.
En 1905 Collier se casó con el atractivo actor irlandés Julian Boyles (su nombre artístico era Julian L'Estrange), actuando ambos juntos durante muchos años, antes de fallecer él en 1918 en Nueva York a causa de la gripe. No tuvieron hijos. La actriz no volvió a casarse.
En los primeros años veinte ella hizo amistad con Ivor Novello, que entonces era un joven y atractivo actor. Su primera obra, The Rat, fue escrita en colaboración con ella en 1924. La actriz actuó además en varias piezas con él, entre las mismas la versión británica del éxito estadounidense The Firebrand, de Edwin Justus Mayer. Su carrera como escritora fue notable por su colaboración con Deems Taylor en el libreto de la ópera "Peter Ibbetson", la cual se estrenó en el Metropolitan Opera House en febrero de 1931 con críticas ambiguas. En 1935, tras su llegada a Hollywood, Luise Rainer contrató a Collier para que le ayudara a mejorar sus actuaciones teatrales y su inglés, y para aprender las bases de la interpretación cinematográfica. 

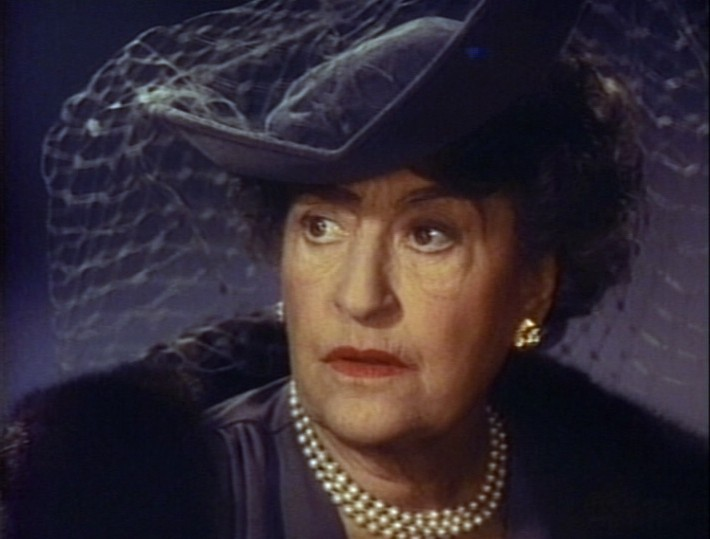
Escena de Rope (1948)

## Hollywood

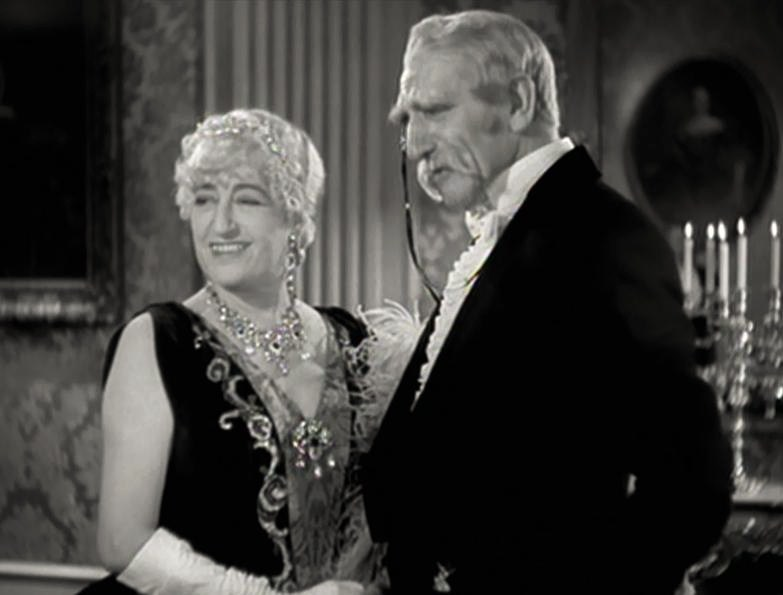
Constance Collier y Aubrey Smith, escena de película, 1936.

A finales de la década de 1920 Collier se mudó a Hollywood, donde se hizo profesora de dicción y de voz, enfocada a los actores que querían superar el paso del cine mudo al sonoro y que no tenían experiencia teatral. Su alumna más famosa fue, probablemente, Colleen Moore. 
A pesar de esas actividades, Collier mantuvo lazos con el ambiente teatral del circuito de Broadway, actuando en varias obras en la década de 1930. Así, en 1932 Collier fue Carlotta Vance en la producción original de la comedia de George S. Kaufmann y Edna Ferber Dinner at Eight, papel que interpretó en el cine en 1933 la actriz Marie Dressler. 
Collier actuó en las películas Damas del teatro (1937), Kitty (1945, dirigida por Mitchell Leisen, y en la que encarnaba a Lady Susan, la tía de Ray Milland), The Perils of Pauline (1947, con Betty Hutton), Rope (1948, de Alfred Hitchcock), y la dirigida por Otto Preminger Whirlpool (1949). Durante el rodaje de 
Damas del teatro hizo una fuerte amistad con Katharine Hepburn, que mantuvieron ambas a lo largo de sus vidas.  
Constance Collier fue recompensada con el Premio del Festival de Teatro American Shakespeare por sus servicios preparando actores para interpretar papeles de Shakespeare. Collier ayudó a muchos actores de fama, entre ellos a Katharine Hepburn durante su gira mundial interpretando a Shakespeare en la década de 1950. 
Por su trabajo cinematográfico, a Collier se le concedió una estrella en el Paseo de la Fama de Hollywood, en el 6231 de Hollywood Boulevard.

## Fallecimiento
Constance Collier falleció por causas naturales en la ciudad de Nueva York el 25 de abril de 1955. Tenía 77 años de edad. Sus restos fueron incinerados, y las cenizas entregadas a sus allegados.

## Selección de su filmografía
- The Tongues of Men (1916)
- The Code of Marcia Gray (1916)
- Macbeth (1916)
- Intolerancia (1916) (*extra)
- The Impossible Woman (1919)
- Bleak House (1920)
- The Bohemian Girl (1922)
- Shadow of Doubt (1935)
- Ana Karenina (1935)
- Damas del teatro (1937)
- Thunder in the City (1937)
- A Damsel in Distress (1937)
- Zaza (1939)
- Kitty (1945)
- The Perils of Pauline (1947)
- Rope (1948)